# Polyscias macgillivrayi
Polyscias macgillivrayi är en araliaväxtart som först beskrevs av George Bentham, och fick sitt nu gällande namn av Hermann Harms. Polyscias macgillivrayi ingår i släktet Polyscias och familjen Araliaceae. Inga underarter finns listade.